# Бондаренко, Ульяна Николаевна
Ульяна Николаевна Бондаренко (родилась в 1903, с. Старый Мерчик, Харьковская губерния, теперь Валковский район, Харьковская область, Украина — ?) — советский деятель Украинской ССР. Депутат Верховного Совета СССР 1-го созыва.

## Биография
Родилась в крестьянской семье. Окончила Старомерчикскую земскую школу. В 1914—1919 г. — рабочая на Мерчикской паркетной фабрике. Затем состояла в комитете незаможных селян.
В 1928—1930 г. — заведующая детскими яслями в селе Старый Мерчик. В 1930—1932 г. — председатель колхоза «Червоний колос» в селе Старый Мерчик Валковского района.
Член ВКП(б) с 1932 года.
С 1932 г — заместитель председателя потребительской кооперации, потом председатель Миролюбовского сельского совета (село Миролюбовка Богодуховского района Харьковской области). С 1935 г — председатель Кияновского сельского совета (село Кияны Богодуховского района Харьковской области).